# OffTopic (banda)
OffTopic es un grupo español de heavy metal y Hard Rock  , formado en 2007, y procedente de Madrid.

## Historia
En 2011, Offtopic lanzó su álbum de estudio, Impacto, el cual con 14 canciones tiene influencias de rock, blues y funk, así como también de otros géneros como el hard rock, heavy metal y rock progresivo.

## Publicaciones

### Álbumes de estudio
- Sin Miedo (2008)
- A Fuego (2009)
- Impacto (2011)

### EP
- Backstage

## Formación
- Toni Sánchez-Gil - Guitarra desde 2007
- Rosa Ibáñez – Voz  desde 2007
- José Luis López – Bajo desde 2007
- Cristian Millán – Batería  desde 2007